# Projektstyrningsmodell
En projektstyrningsmodell är en modell av det arbete som skall försiggå inom ett projekt, inriktat mot konkreta lösningar i syfte att bryta ner, strukturera, förutsäga och tidsbestämma skeendet i ett projekt.
De första projektstyrningsmodellerna utvecklades av USA:s försvarsdepartement under det kalla kriget, i synnerhet efter sputnikkrisen. Målet med modellerna var att uppnå hög styrbarhet, kontroll, planering och utvärdering av stora försvarsprojekt. (Se även projektstyrning för mer historik.)
Projektstyrningsmodeller introducerades i Sverige genom försvaret som inspirerats av PERT och WBS. Numera är modellerna med dess olika avynglade derivat mycket populära även inom näringslivet.

## Kända projektstyrningsmodeller
- Prince2 Den internationellt sett största projektstyrningsmodellen
- PERT Är en metod för att göra tidsbedömningar i projekt.
- Team Software Process (TSP)
- PROPS
- PPS - Praktisk Projektstyrning, en projektstyrningsmodell skapad av Tieto
- XLPM - Projektmetodik skapad av Semcon som innefattar stöd för uppdrag-, projekt-, program- och portföljstyrning.